# Naledi (Prowincja Północno-Zachodnia)
Naledi – gmina w Republice Południowej Afryki, w Prowincji Północno-Zachodniej. Siedzibą administracyjną gminy jest Vryburg.

## Współpraca
Assen